# Pierre Chanoux
Pierre Chanoux (pron. fr. AFI: [pjɛʁ ʃanu]) (Champorcher, 3 aprile 1828 – La Thuile, 10 febbraio 1909) è stato un presbitero, alpinista e botanico italiano.
È conosciuto anche come l'abbé Chanoux, che in francese significa abate Chanoux. Tale definizione è tuttavia inesatta, in quanto Chanoux non fu mai abate. Il termine "abbé" si usa in lingua francese con un significato più ampio, riferendosi a un religioso cui la comunità attribuisce una particolare importanza.

## Biografia
Nato nel villaggio Chardonney di Champorcher, in Valle d'Aosta, intraprese presto la vita sacerdotale.
Nel 1859 fu nominato rettore dell'ospizio del colle del Piccolo San Bernardo, allora in territorio italiano.
Appassionato di alpinismo, fu uno dei primi iscritti al nascente Club Alpino Italiano.
Studioso di botanica, fu in contatto con illustri personaggi di questa branca della scienza (Henry Correvon e Lino Vaccari) e creò al colle del Piccolo San Bernardo un giardino botanico che poi prese il nome di Chanousia.
Morì all'ospizio nel 1909. Riposa nella piccola cappella sul colle.

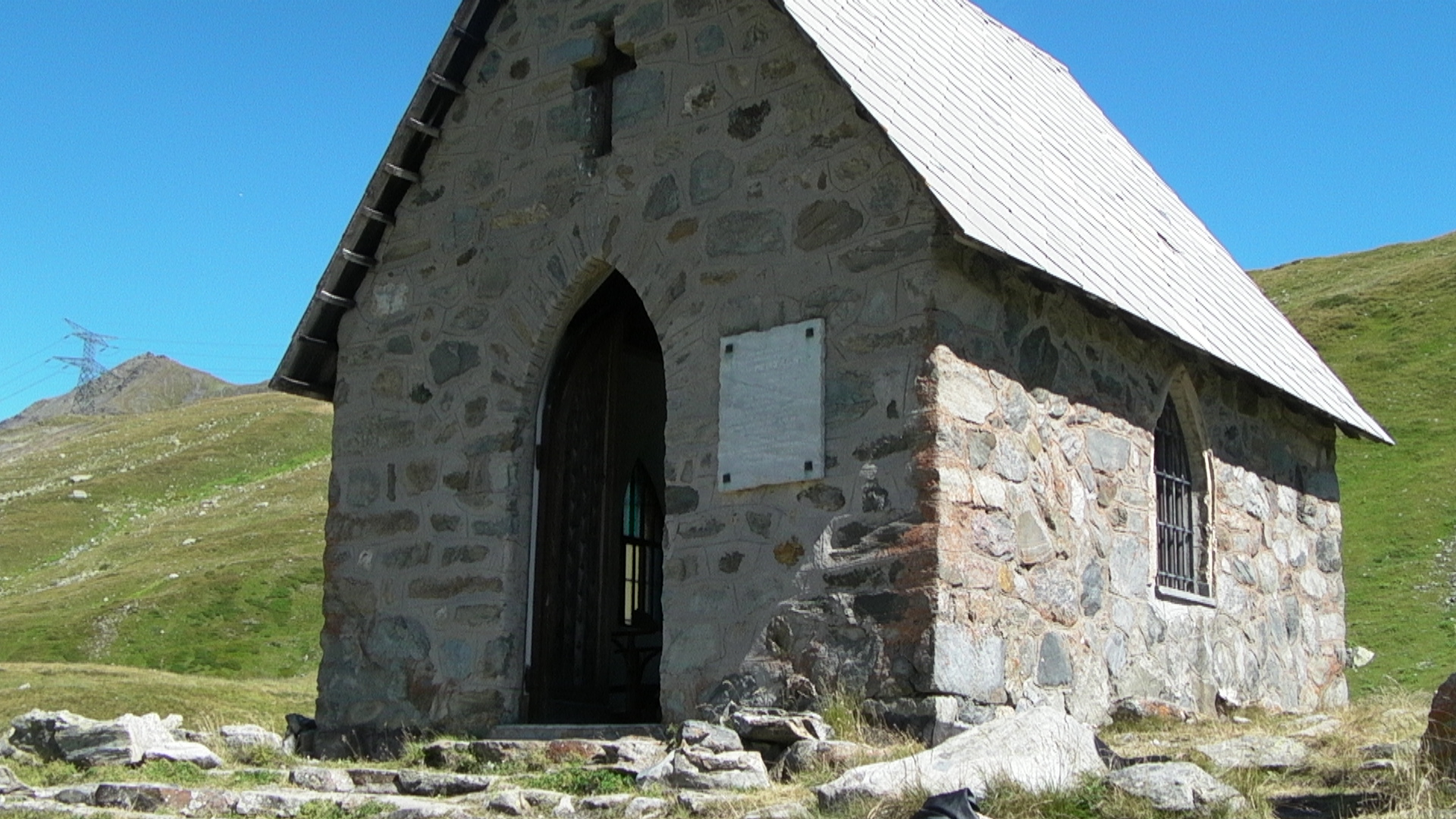
Cappella funeraria dell'abbé Chanoux presso il giardino botanico alpino Chanousia.